# 1766 a tudományban
Az 1766. év a tudományban és a technikában.

## Kémia
- Henry Cavendish publikálja az "On Factitious Airs" című munkáját, melyben leírja a hidrogént, mint új elemet

## Díjak
- Copley-érem: William Brownrigg, Edward Delaval, Henry Cavendish

## Születések
- február 2. - William Townsend Ailton botanikus († 1849)
- február 10. - Benjamin Smith Barton botanikus († 1815)
- július 6. - Alexander Wilson ornitológus († 1813)
- augusztus 3. - Kurt Sprengel botanikus († 1833)
- augusztus 6. - William Hyde Wollaston kémikus († 1828)
- szeptember 6. - John Dalton kémikus és fizikus († 1844)
- december 23.  - Wilhelm Hisinger kémikus és fizikus († 1852)
- december 29. - Charles Macintosh feltaláló († 1843)
- Samuel Frederic Gray botanikus, farmakológus († 1828)